# Bahnhof Worbis

Der Bahnhof Worbis war eine Betriebsstelle der Bahnstrecke Leinefelde–Wulften in der Stadt Leinefelde-Worbis im thüringischen Landkreis Eichsfeld.

## Lage
Der Bahnhof befindet sich am westlichen Stadtrand von Worbis bei Streckenkilometer 4,9. Das Terrain des Bahnhofes liegt am nördlichen Fuß des Klien auf einer Höhe von ungefähr 340 m ü. NN unweit der alten und neuen Bundesstraße 247. Die nächsten Bahnhöfe entlang der Bahnstrecke waren Wintzingerode im Nordwesten und Breitenbach im Süden.

## Geschichte
Bemühungen zum Anschluss der damaligen Kreisstadt Worbis an das Bahnnetz reichen bis in die Mitte des 19. Jahrhunderts zurück. So sollte die Halle-Nordhäuser-Bahn in Richtung Kassel über Worbis geführt werden, eine weitere Verbindungsbahn von Worbis nach Duderstadt weiter zur Hannöversche Südbahn angestrebt werden, sowie eine Verlängerung der Gotha-Mühlhäuser Bahn bis nach Worbis. Worbis wäre damit zu einem kleinen Bahnknotenpunkt geworden. Daraus wurde zunächst nichts und 1867 wurde die Halle-Kasseler Bahn mit einer südlicheren Streckenführung über Leinefelde dem Verkehr übergeben.
Ab 1870 gab es wieder Bestrebungen zum Bau einer Bahnstrecke von Leinefelde über Duderstadt und Katlenburg zur Hannöversche Südbahn. 1887 begann der Bau dieser Strecke, im ersten Bauabschnitt aber von Wulften nach Duderstadt. Der zweite Bauabschnitt von Duderstadt nach Leinefelde mit dem Bahnhof Worbis wurde 1897 fertiggestellt, die Strecke wurde aber nur als Nebenbahn betrieben. Eine Anfang des 20. Jahrhunderts geplante Bahnstrecke von Großbodungen nach Worbis kam aber nicht mehr zur Ausführung, für die Einführung in den Worbiser Bahnhof gab es eine nördliche und eine südliche Variante.
Mit der Unterbrechung der Bahnstrecke 1945 zwischen Teistungen und Duderstadt entlang der sowjetisch-britischen Besatzungsgrenze begann der Bedeutungsverlust der Bahnstrecke. 1947 wurde im sowjetisch besetzten Bereich die Strecke nördlich von Worbis als Reparationsleistung demontiert, Worbis wurde kurzzeitig zu einem Endbahnhof. Bereits 1950 wurde Strecke bis Teistungen wieder aufgebaut. Nachdem in den folgenden Jahrzehnten bereits der Güterverkehr stark rückläufig war, wurde am 9. Juni 2001 auch der Personenverkehr auf dem Thüringer Abschnitt eingestellt und der Bahnhof geschlossen.

## Ausstattung
Zum Gebäudebestand gehörten das Empfangsgebäude mit Güterschuppen und einem Lagerhaus, ein Kleinlokschuppen, Beamtenwohnungen und ein Abort. Im Jahr 1905 gab drei Durchgangsgleise mit einfachen Bahnsteigen, am Gleis 5 befand sich die Ladestraße, Gleis 1 war mit zwei Stumpfgleisen verlängert. Zudem gab es 7 einfache Weichen und eine doppelte Weiche in Handbetrieb. Nach 1909 muss der Bahnhof mit einem Stellwerk ausgerüstet worden sein, das 2001 außer Betrieb genommen wurde.
Zum Güterbahnhof gehörten eine Ladestraße, mehrere Laderampen, und ein Lademaß für Güterwagen. Das Stumpfgleis 6 führte bereits am ehemaligen Kornhaus über das Bahnhofsgelände hinaus und vom Gleis 3 zweigte noch ein privates Anschlussgleis zu Firmengeländen westlich des Bahnhofes ab. Am nördlichen Ausgang des Bahnhofsgeländes gab es einem Bahnübergang mit dem Schrankenposten 15.

## Heutige Nutzung
Vom Bahnhof existiert nur das Empfangsgebäude mit den Nebengebäuden, für das die Stadt Worbis aber noch ein Nutzungskonzept sucht. Das nördliche Bahnhofsgelände wurden zwischenzeitlich mit
einem Kreisel zum Anschluss an die neue Bundesstraße 247 überbaut und auf dem südlichen Teil wurde ein Parkplatz angelegt.